# Платонов Сергій Захарович
Сергі́й Захарович Платонов (26 червня 1915, с. Сосновка  — 20 травня 1986, Саранськ) — ерзянський поет, прозаїк, журналіст. Автор перекладів з мокшанської та української мов.
В'язень сталінських концтаборів (1937—1944).

## Біографія
Народився 26 червня 1915 у родині ерзянського господарника у селі Сосновка Мачкаської волості Петровського повіту Саратовської губернії (нині у Лопатинському районі Пензенської області). 
Закінчив Мордовський педагогічний технікум (м. Петровськ Саратовської області, 1932), Літературний інститут ім. О. М. Горького (1956).
Працював вчителем. З 1933 — співробітник республіканської газети ерзянською мовою «Ленинэнь киява» («Ленінським шляхом»).
1937 викрадений органами НКВД ССАСР за наклепом стукача. Після реабілітації (1944 року) повернувся до Саранська.
З 1945 — літспівробітник газети «Эрзянь правда», редактор Мордовського книжкового видавництва. Член Спілки письменників СРСР з 1958 року.

## Поетична творчість
Перша поема Платонова «Чокшне» («Вве́чері») була надрукована в газеті «Якстере теште» («Червона зірка», 1929). До збірки «Вийс совамо» («Становлення», 1957) увійшли патріотичні вірші.
Поеми Платонова «Минек уцясканок» («Наше таке щастя»), «Монь кудосо тонеть эрямс» («У моєму домі жити тобі»), «Минь вастовдано» («Ми зустрінемося») та «Вайс совамо» склали збірку «Поэмат» («Поеми», 1950).

## Прозові твори
У 1965 році вийшла повість Платонова «Кить—янт» («Шляхи—дороги»), що розповідає про життя будівельників промислових підприємств.
У збірці «Жойниця зорят» («Зорі, що бринять», 1970) в основному зібрані повісті та вірші, присвячені подіям, яким автор був сучасником.
1975 — надрукована збірка повістей «Валдо васолкст» («Світла далечінь»). 1985 — «Маней кужо» («Сонячна поляна»). У збірках містяться твори, що їх Платонов написав за 50 років своєї діяльності.
Також відомі твори Платонова «Миллионерт» («Мільйонери») та «Гараевень честезэ» («Честь Гараєва»).

## Перекладацька діяльність
На ерзянську перекладав твори О. С. Пушкіна, М. О. Некрасова, Т. Г. Шевченка та інших.
З мокшанської мови перекладав поему «Мода» («Земля») С. Малькіна, вірші І. Девіна, оповідання П. Левчаєва та інших.